# 雷亚尔-杜科莱日乌港
雷亚尔-杜科莱日乌港是巴西阿拉戈斯州的一个市镇。总面积240.31平方公里，总人口17483人，人口密度72.8人/平方公里。